# Brignano-Frascata
Brignano-Frascata (piemont.: Bërgnàu e Frascà) ist eine italienische Gemeinde in der Provinz Alessandria (AL), Region Piemont. Sie gehört dem Gemeindeverbund Comunità Montana Valli Curone Grue e Ossona an.

## Lage und Einwohner
Die Gemeinde Brignano-Frascata liegt  42 km von der Provinzhauptstadt Alessandria auf einer Höhe von 288 m über dem Meeresspiegel am Ufer des Bergbaches Curone in hügeligem Gelände. Das Gemeindegebiet umfasst eine Fläche von 17,42 km² und hat 408 (Stand 31. Dezember 2023) Einwohner.
Die Nachbargemeinden sind Casasco, Cecima, Dernice, Garbagna, Gremiasco, Momperone und San Sebastiano Curone.

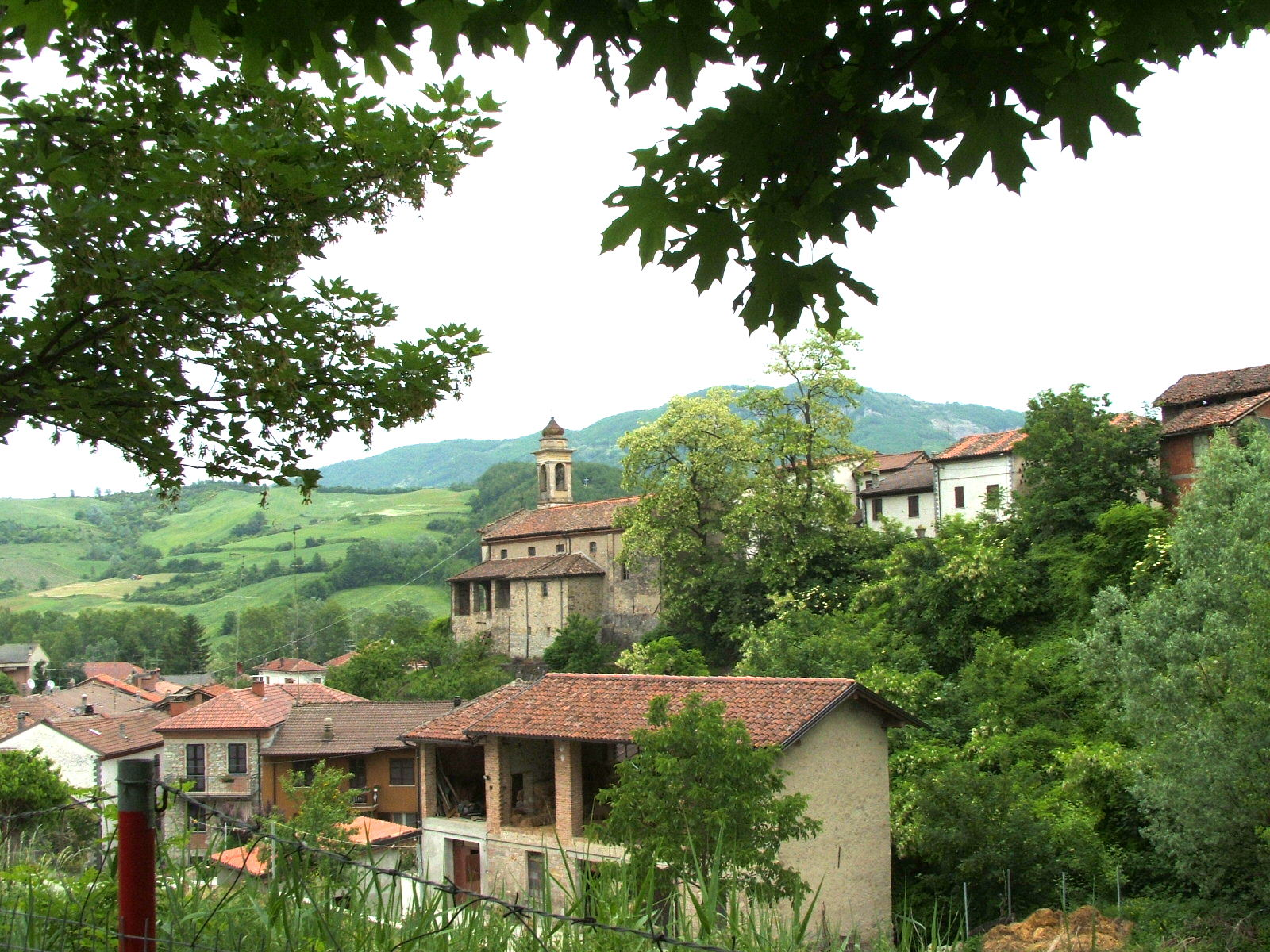
Panorama

## Geschichte

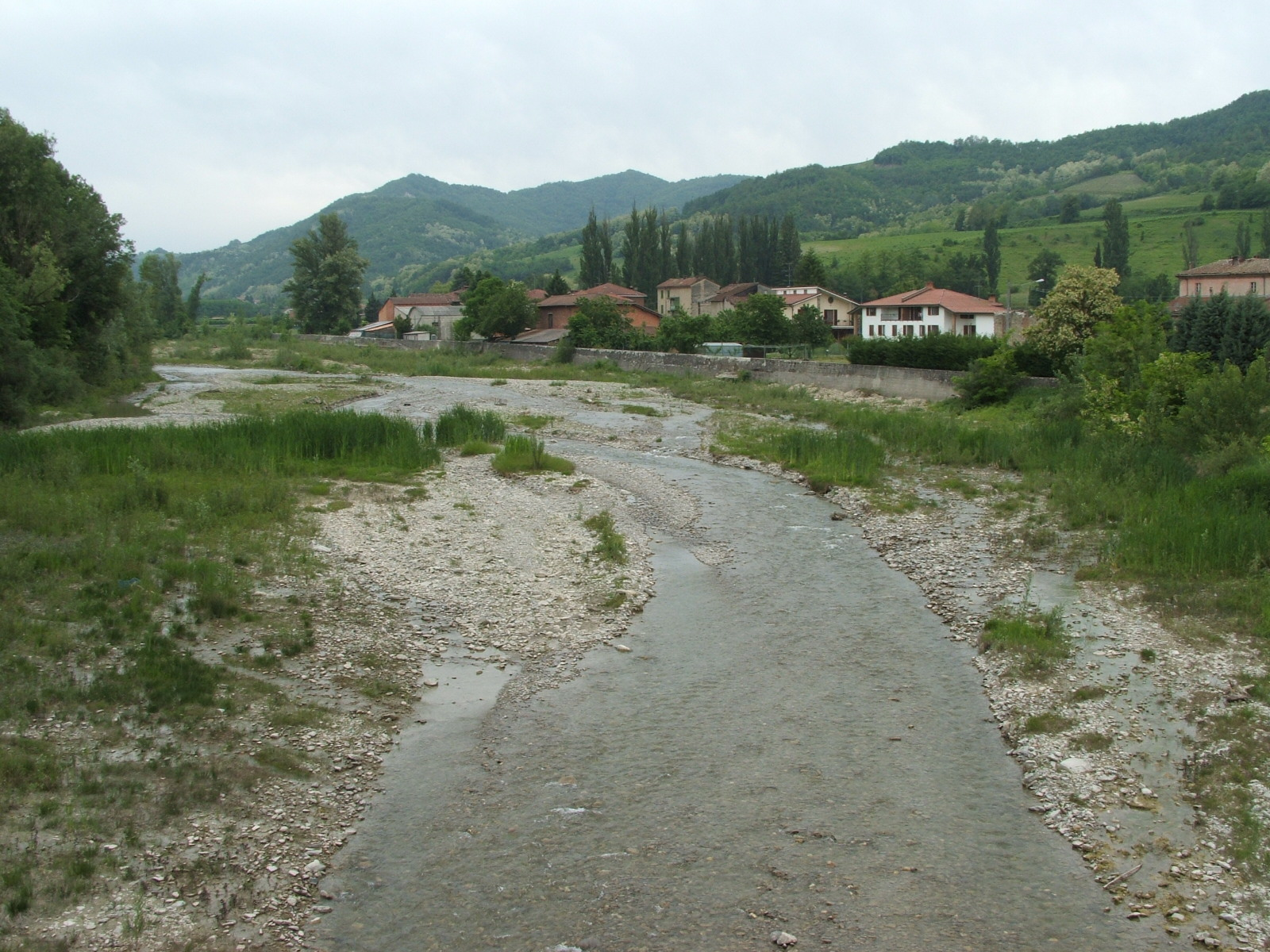
Der Fluss Curone

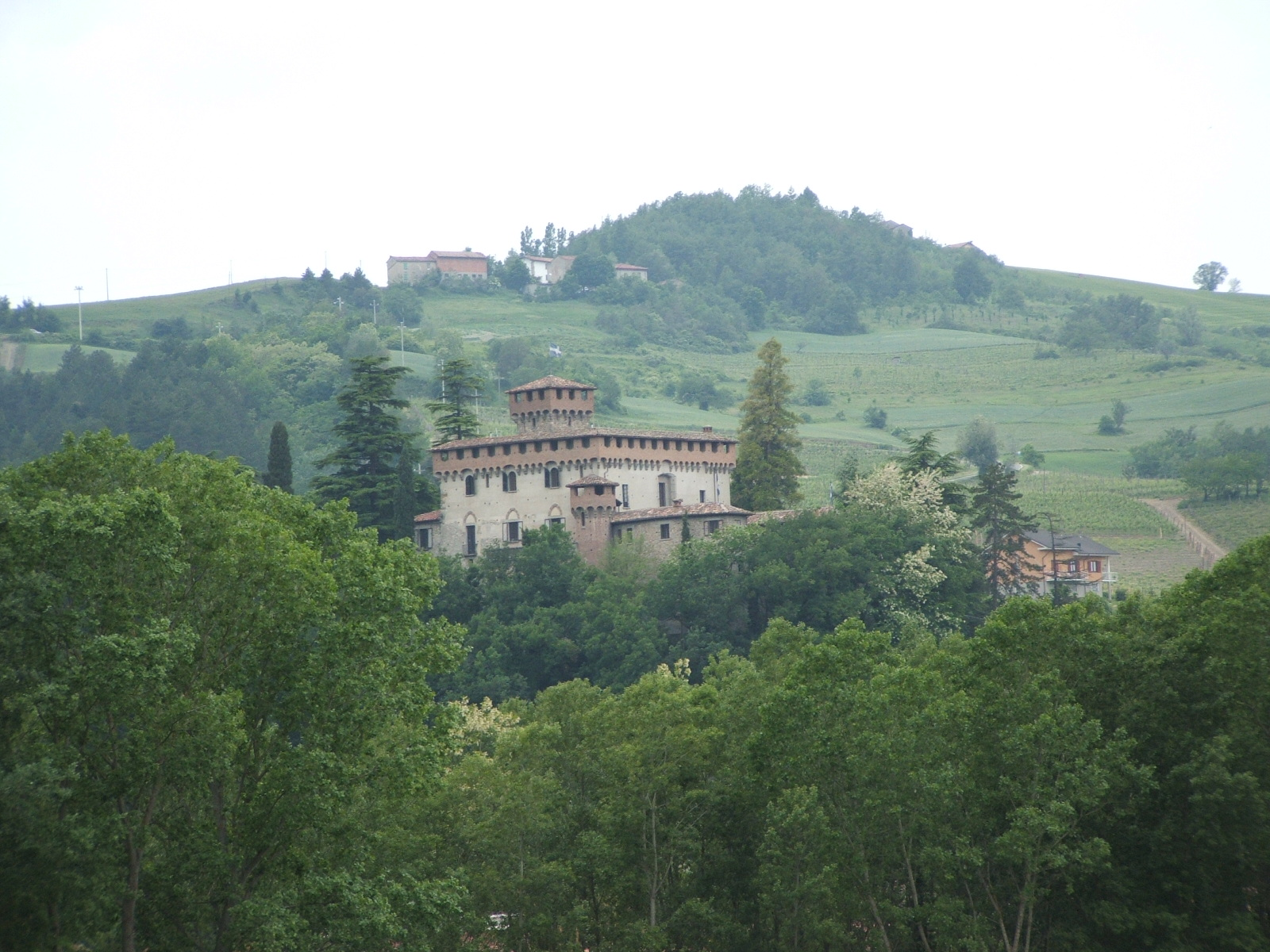
Die Burg Castello Bruzzo

Wie bei Ausgrabungen im Gebiet Serra del Monte festgestellt wurde, war die Gegend bereits während des Neolithikums besiedelt. Erste schriftliche Erwähnung fand der Ort, als er im Jahr 1375 durch den Fürsten von Mailand der Genueser Familie Spinola als Lehen übergeben wurde. Nachdem Napoleone e Giovanni Antonio Spinola seinen Bruder Battista und dessen drei Söhne 1478 in der Burg des Ortes ermordet hatte, ging das Gebiet in den Besitz von Enrico Bigurra über, dem Schwager von Battista. Dieser verkaufte das Land im Jahr 1485 für 13.500 Lire an Cavalchino Guidobono. Von 1685 bis Anfang des 19. Jahrhunderts gehörte das Land der Familie Ferrari aus San Sebastiano. Erst 1928 wurde mit dem Zusammenschluss der Gemeinden Brignano del Curone und Frascata die heutige selbständige Gemeinde gegründet.  
Die heutige Burg des Ortes, das Castello Bruzzo, geht auf einen Bau aus dem 17. Jahrhundert zurück. Sie wurde 1936 von Alfonso Bruzzo in mittelalterlichem Stil renoviert und erweitert.

## Wirtschaft
Die Umgebung ist nahezu ausschließlich landwirtschaftlich geprägt, insbesondere der Anbau von Früchten spielt eine wichtige Rolle.